# Zapolice
Zapolice è un comune rurale polacco del distretto di Zduńska Wola, nel voivodato di Łódź.
Ricopre una superficie di 81,11 km² e nel 2004 contava 4 688 abitanti.